# Districtul Debila
Debila este un district din provincia El Oued, Algeria.